# Historia de Corea del Norte

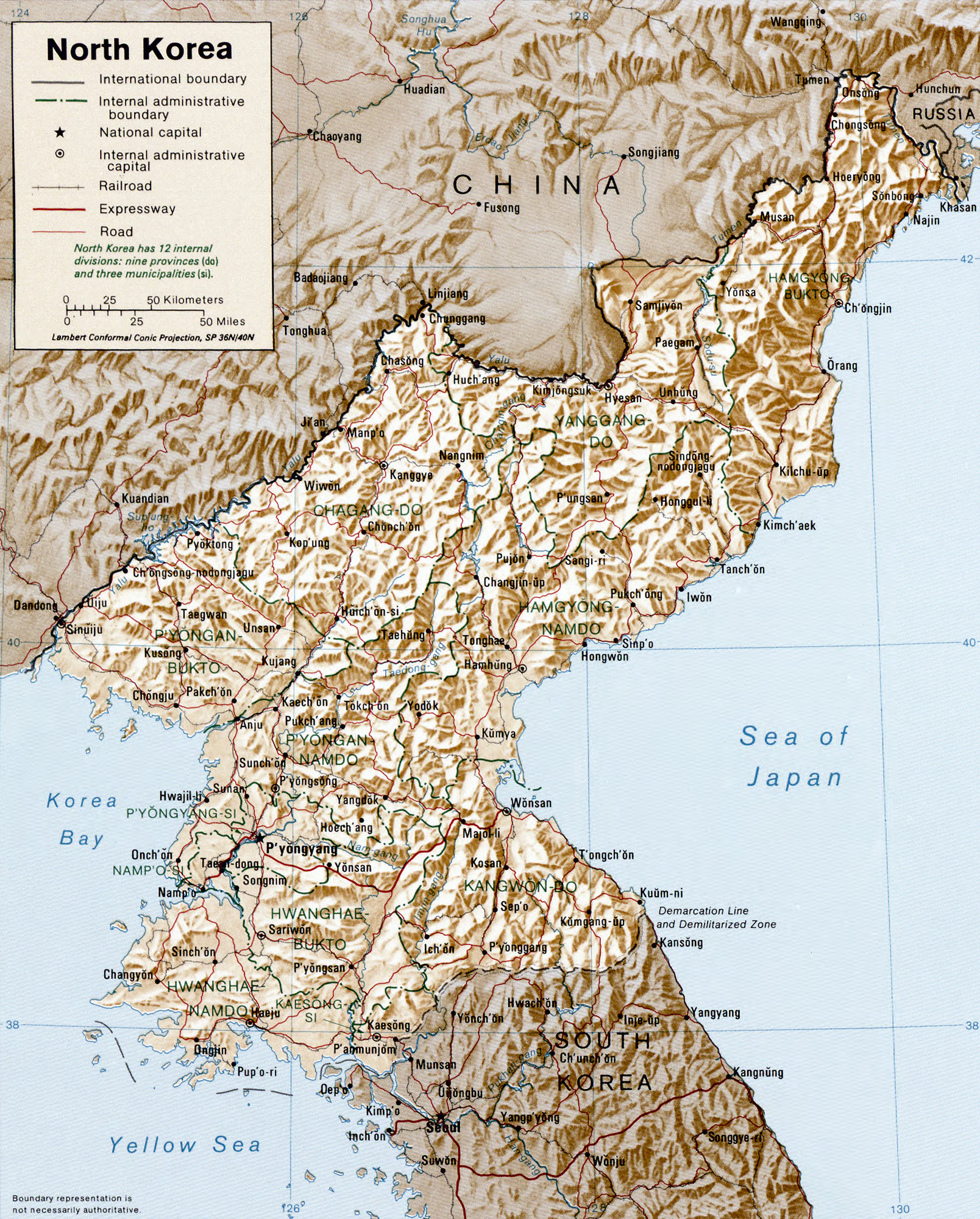
Corea del Norte

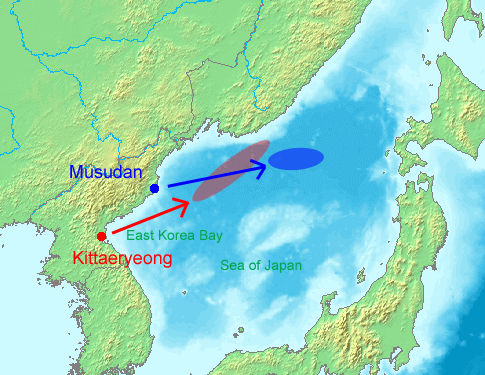
Rango de acción de los misiles nucleares ensayados por Corea del Norte en 2007.

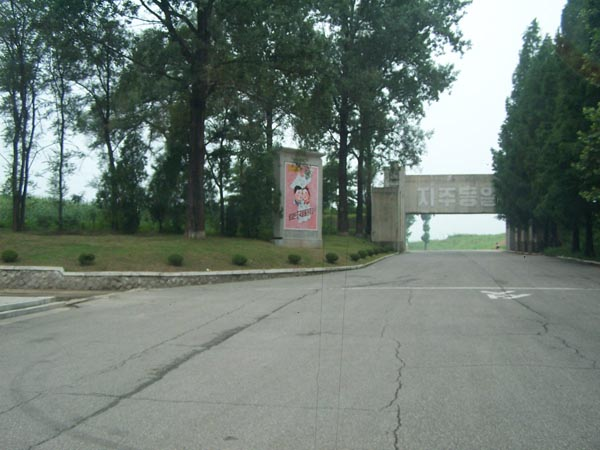
Zona Desmilitarizada de Corea vista desde el lado norte.

La historia de Corea del Norte comienza con la ocupación japonesa de Corea, que terminó con el fin de la Segunda Guerra Mundial en 1945. Corea fue entonces dividida en dos partes por el paralelo 38: el Ejército de la Unión Soviética tomó el control de la parte Norte, y para el Ejército de los Estados Unidos de la parte Sur. Esto condujo a que en 1948 se establecieran dos gobiernos independientes en el Norte y en el Sur, cada uno reclamando su soberanía sobre la totalidad de Corea.
Las crecientes tensiones entre los gobiernos del Norte y del Sur desembocaron en la guerra de Corea cuando el 25 de junio de 1950 el ejército de Corea del Norte cruzó el paralelo 38 (que actuaba de frontera) y atacó. La guerra continuó hasta el 27 de julio de 1953, cuando el Comité de la Organización de las Naciones Unidas (ONU), los voluntarios de la República Popular China y Corea del Norte firmaron el armisticio de la guerra de Corea. Una zona desmilitarizada fue establecida para separar a los dos países.
Corea del Norte fue dirigida desde 1948 por Kim Il-sung  hasta su muerte el 8 de julio de 1994. Después, el 8 de octubre de 1997, su hijo Kim Jong-il fue nombrado Secretario General del Partido del Trabajo de Corea. En 1998, fue nombrado Presidente de la Comisión Nacional de Defensa y su posición fue declarada como "el cargo más alto del Estado". Generalmente las relaciones internacionales mejoraron. Incluso hubo una cumbre Norte-Sur histórica en junio de 2000. Sin embargo, las tensiones han vuelto a hacerse visibles con la reanudación por parte de Corea del Norte de su programa de armas nucleares.
Durante el mandato de Kim Jong-il a finales de la década de los años 1990, la economía del país descendió considerablemente y la escasez de comida se hizo evidente en numerosas áreas. Según algunas organizaciones de ayuda, un desconocido pero gran número de personas murieron como consecuencia de la hambruna, intensificada por un colapso en el sistema de distribución de comida. Numerosos norcoreanos penetraron ilegalmente en China en busca de alimentos. Corea del Norte es uno de los sitios más aislados del mundo, con severas restricciones en la entrada o salida del país. La prensa es controlada por el Estado y organizaciones de masas, y la ideología Juche, que consiste en no depender de los demás, es la oficial del gobierno.
En los últimos años, su programa nuclear ha desatado controversia entre los estados nucleares, particularmente Estados Unidos, por los objetivos de su desarrollo militar. Mientras que el gobierno norcoreano argumenta que el desarrollo de armamento nuclear tiene una finalidad disuasiva y de eventual defensa, la administración estadounidense y la Unión Europea consideran ilegal la tenencia de material bélico atómico por parte de Corea del Norte.

## División de Corea

Kim Il Sung.

La ocupación militar japonesa de Corea terminó con el fin de la Segunda Guerra Mundial y la rendición de Japón, anunciada el 15 de agosto de 1945. El 8 de agosto, la Unión Soviética rompió el pacto de no agresión que había firmado con Japón en abril de 1941 y procedió a la ocupación de Manchuria, Corea y las islas de Sajalin y Kuriles. El 10 de agosto, el gobierno estadounidense, que en ese momento no disponía de tropas desplegadas en la península, ordenó que se delimitasen dos zonas de ocupación y eligió arbitrariamente una demarcación a lo largo del paralelo 38, que fue aceptada de inmediato por los soviéticos.
Después de tres años en los que fracasaron varios proyectos de unificación, el 15 de agosto de 1948 los norteamericanos crearon la República de Corea en el sur, presidida por Syngman Rhee, un veterano político exiliado en Hawái y opositor a la invasión japonesa de Corea. En respuesta, los rusos reconocieron el 9 de septiembre la República Popular Democrática de Corea, con un gobierno encabezado por Kim Il-sung, que había luchado desde 1932 contra los japoneses, quienes lo consideraban uno de los líderes guerrilleros coreanos más populares y peligrosos.
El gobierno del norte adoptó una forma autocrática y el del sur inició la represión de la guerrilla procomunista y de otros movimientos de izquierda, pero ambos regímenes, una vez retiradas las fuerzas ocupantes, aspiraban por igual a unificar el país bajo su mando. Se sucedieron las provocaciones fronterizas y tanto Rhee como Kim-Il-sung solicitaron apoyo para una invasión, pero norteamericanos y soviéticos se negaron a concederlo en primera instancia, aunque finalmente Stalin le prestó al líder norcoreano un respaldo limitado y condicionado a la aceptación de Mao. Mao reaccionó con prudencia y le pidió a Stalin confirmación de la versión de Kim, mientras que este ordenó que se excluyera a los chinos de cualquier planificación militar, lo que incluía ocultarles la misma fecha del ataque.

## Guerra de Corea

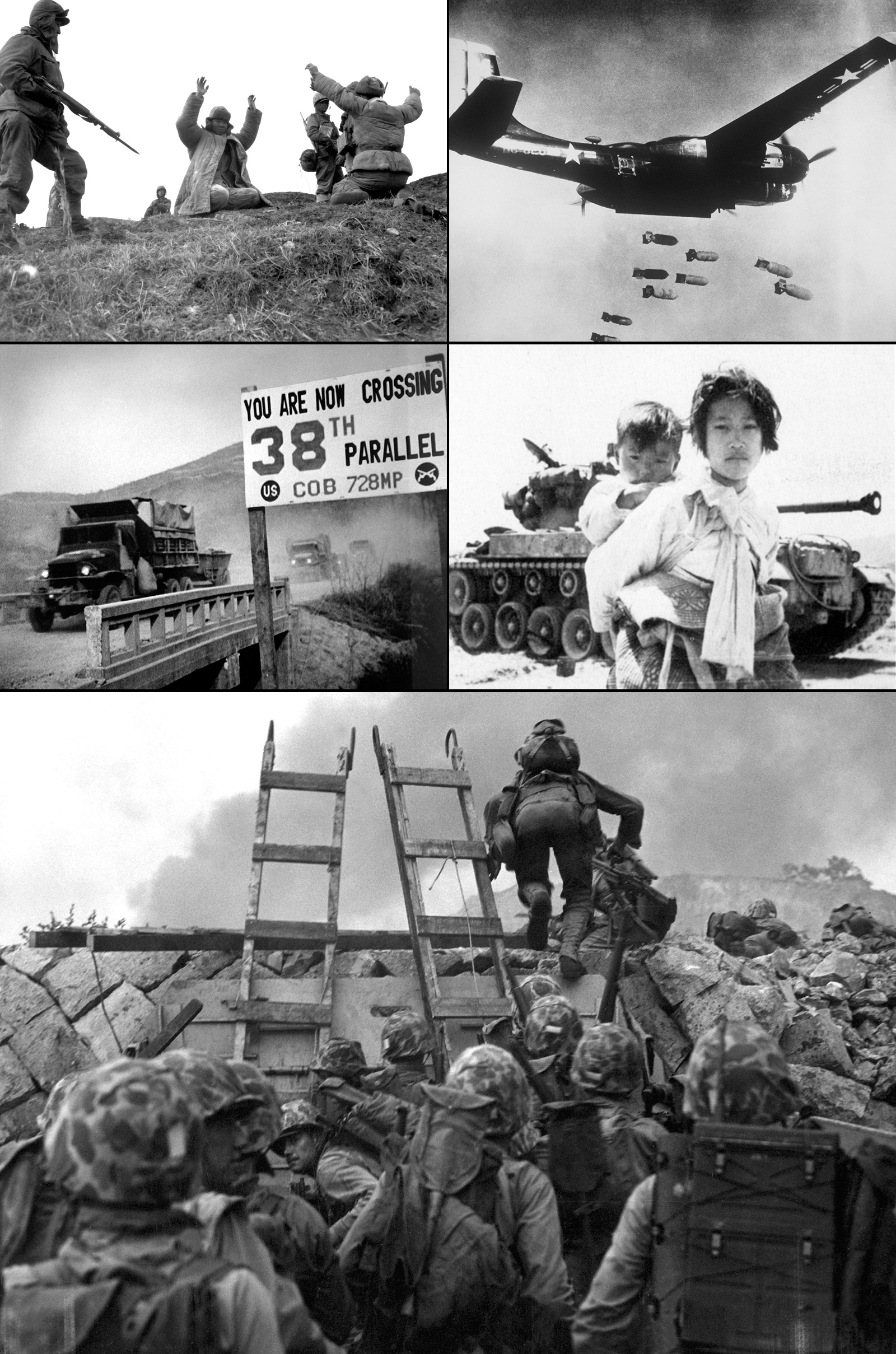
Guerra de Corea, acontecida entre 1950 y 1953. El Tratado de No Agresión que finalizó el conflicto, dejó de ser válido el 11 de marzo de 2013.

La guerra estalló finalmente cuando, en la madrugada del 25 de junio de 1950, el Ejército Popular de Corea atravesó la frontera del paralelo 38 y llegó en solo tres días a las puertas de Seúl. Los norteamericanos consiguieron que se aprobara el 27 de junio, gracias a que la URSS no ejerció su derecho de veto, una resolución del Consejo de Seguridad de las Naciones Unidas en apoyo a la intervención militar internacional, aunque no pudieron evitar el avance de los norcoreanos, que a finales de agosto dominaban casi la totalidad de la península. Sin embargo, después del desembarco de Inchon, el 15 de septiembre, tras las líneas del cansado ejército del norte, los norteamericanos avanzaron rápidamente y tomaron Seúl el día 26 y Pionyang el 19 de octubre, el mismo día que Mao decidió intervenir directamente. El «Ejército de Voluntarios del Pueblo Chino», dirigido por Peng Dehuai, infligió inicialmente graves derrotas a los estadounidenses (hasta el punto de que MacArthur llegó a proponer la utilización armas nucleares) y recuperó Seúl el 4 de enero de 1951. Un mes después los norteamericanos contraatacaron, recuperaron Seúl y avanzaron hacia el paralelo 38, en torno al cual construyeron una línea fortificada de defensa. La guerra entró entonces en una fase de estancamiento, aunque prosiguieron los bombardeos intensivos sobre Corea del Norte, hasta que el 27 de julio de 1953 se firmó en Panmunjom un armisticio, que restauró la frontera del paralelo 38 anterior a la guerra, si bien no concluyó en un tratado de paz definitivo.

## Armisticio
Las negociaciones del armisticio, iniciadas en julio de 1951, concluyeron finalmente el 27 de ese mes de 1953 en Panmunjeom, en la actual Zona Desmilitarizada de Corea (ZDM). El acuerdo de armisticio fue firmado por el ejército norcoreano, voluntarios populares chinos y los Estados Unidos y la República de Corea apoyados por el Comando de las Naciones Unidas. No se ha firmado un tratado de paz hasta ahora.

## Tradición comunista

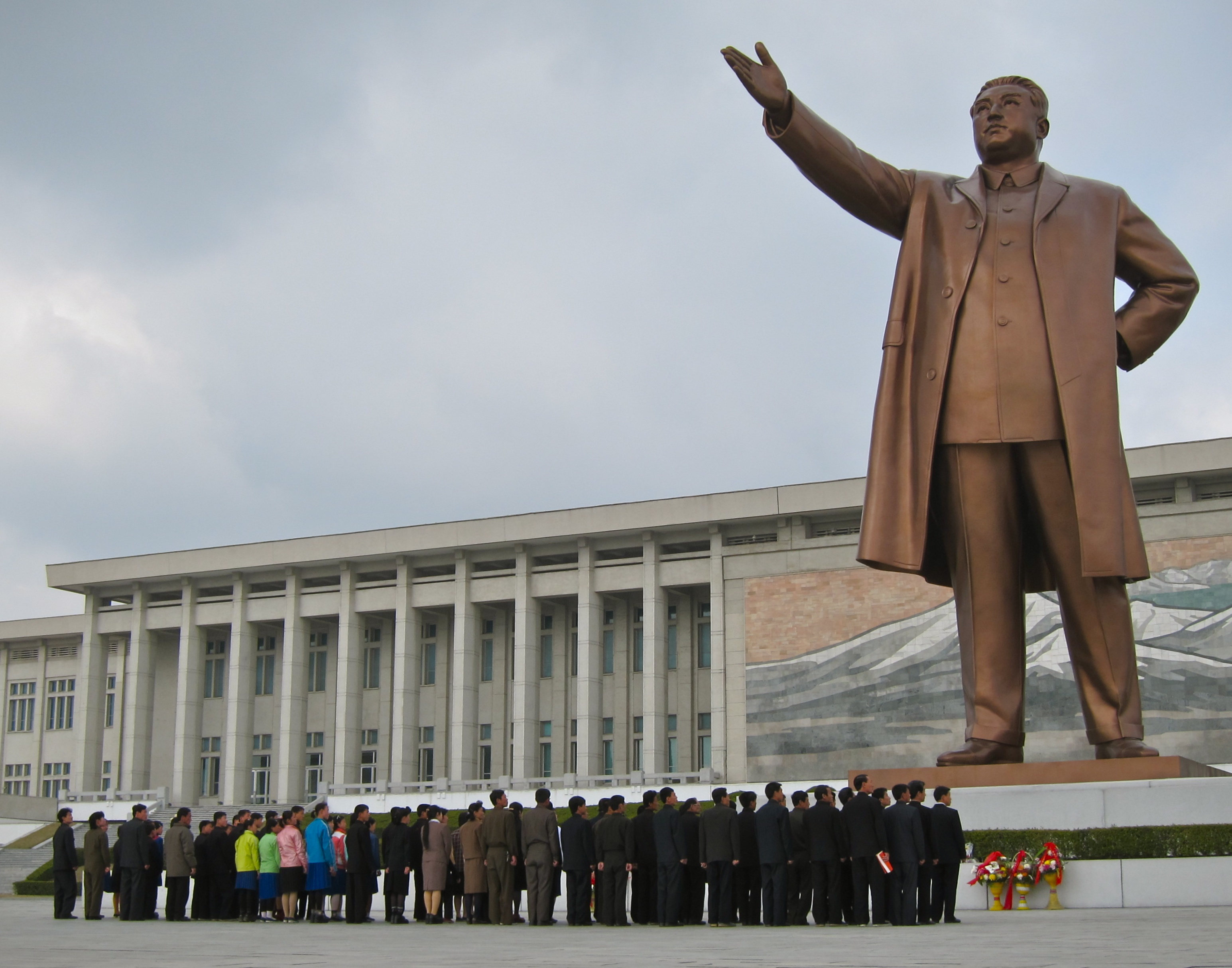
Estatua de Kim Il-Sung en Mansudae.

Corea del Norte fue dirigida por Kim Il-sung desde 1948 hasta su muerte, el 8 de julio de 1994. Después, el 8 de octubre de 1997, su hijo Kim Jong-il fue elegido por la Asamblea Popular Suprema como Secretario General del Partido de los Trabajadores Coreanos y en 1998 como Presidente de la Comisión Nacional de Defensa y su posición fue declarada como «el cargo más alto del Estado», tras una reforma de la Constitución del país, elaborada en 1972, dejando el cargo de Presidente vacante en recuerdo a la memoria de Kim Il-sung. 
El PNB por cápita en Corea del Norte casi cuadruplicó entre 1953 y 1960 (de 55 a 208 dólares), mientras que quedó casi estancado en Corea del Sur (de 56 a 60 dólares). El historiador Bruce Cummings indica que : "Un informe interno de la CIA admitía las diferentes realizaciones del régimen :  los cuidados a los niños y particularmente a los huérfanos, el "cambio radical" del estatuto de la mujer, la atención médica gratuita y la medicina preventiva, las tasas de mortalidades infantil y una esperanza de vida comparable a los países más avanzados.
Generalmente, las relaciones internacionales mejoraron, como durante el gobierno de Bill Clinton. Incluso hubo una cumbre histórica entre Seúl y Pionyang en junio de 2000. 
Más tarde, en 2008, el entonces presidente de Estados Unidos George Walker Bush cambió sus políticas frente a Corea del Norte, pidiendo el desarme y suspensión de su programa de armas nucleares; por su parte Pionyang pidió a cambio de esto borrar a su nación de la lista negra del terrorismo y que Estados Unidos le suministrase de combustible y energía.

## Hambruna

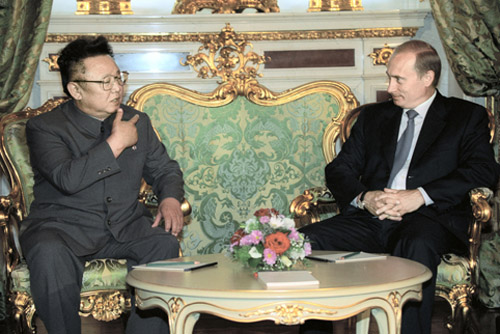
Kim Jong-il con el primer ministro ruso Vladímir Putin.

Durante el mandato de Kim Jong-il a finales de la década de los años 1990, la economía del país empeoró considerablemente y la escasez de comida se hizo evidente en numerosas áreas debido a severas lluvias e inundaciones que azotaron el territorio norcoreano. Cifras oficiales proporcionadas por el «Comité  para la Rehabilitación de los Damnificados de Corea del Norte», estimaron el número de fallecimientos en 220 000 debido a la hambruna que padeció el país entre 1995 y 1998; sin embargo, según algunas organizaciones humanitarias, un desconocido pero gran número de personas —algunas cifran el número en torno a los tres millones; The Economist calculó que entre 400 000 y 500 000— murieron como consecuencia de esta, intensificada por un colapso en el sistema de distribución de comida. Numerosos norcoreanos entraron ilegalmente en China en busca de alimentos.[cita requerida]
Corea del Norte es uno de los sitios más aislados del mundo, con severas restricciones en la entrada o salida de personas del país. La prensa está controlada por el Estado y las organizaciones de masas, que se rigen bajo los principios de la idea Juche, una interpretación coreana del socialismo. 
El 17 de diciembre de 2011 el líder supremo Kim Jong-il falleció mientras realizaba un viaje en tren. Su hijo, el joven Kim Jong-un, que fue designado heredero del gobierno el 28 de septiembre de 2010, asumió las tareas de jefe del Estado.

## Crisis en Corea de 2013

Rango de los misiles norcoreanos. El alcance de los misiles instalados en Corea del Sur cubren los 800km que pueden llegar a cualquier parte de Corea del Norte.

La crisis en Corea de 2013 fue una escalada de tensiones que se desencadenó en febrero de 2013, debido a una prueba nuclear realizada por parte de Corea del Norte en respuesta a la resolución 2087 del Consejo de Seguridad de la ONU solicitada por Estados Unidos, que lo sancionó por el lanzamiento del satélite Kwangmyongsong-3 2.
La prueba nuclear llevó a Estados Unidos a solicitar nuevamente al Consejo de Seguridad la aplicación de más sanciones contra el gobierno norcoreano, lo que se produjo a través de la resolución 2094. Días después, Corea del Sur y Estados Unidos anunciaron que se reforzarían las maniobras militares conjuntas que llevan a cabo anualmente. En respuesta a estas maniobras, Corea del Norte anuló el pacto de no agresión que mantenía con Corea del Sur y cortó las líneas de comunicación directas con su vecino.
El 29 de marzo, dos bombarderos B-2A estadounidenses con capacidad nuclear lanzaron proyectiles frente al mar de Corea. lo que fue considerado por Pionyang como el inicio de la guerra contra su nación. El 30 de marzo, Corea del Norte anunció su entrada en «estado de guerra».
A mediados de abril, tanto Corea del Sur como Corea del Norte han realizado propuestas para iniciar el diálogo entre las partes, pero no han sido aceptadas por sus contrapartes por las condiciones iniciales para reunirse.
Desde la finalización de la guerra de Corea con un armisticio en 1953, la tensión en la península coreana nunca ha desaparecido, debido a la sucesión de diversos movimientos militares a ambos lados de la frontera y en los mares adyacentes por parte de los dos países y el resto de potencias regionales.

## Pruebas nucleares
Para enero del 2016, Corea del Norte realizó una prueba nuclear en su sitio de pruebas nucleares Punggye-ri, a unos 50 kilómetros al noroeste de la localidad de Kilju, alarmando a la comunidad internacional.
Para el 20 de abril de 2018, Kim Jong anunció la suspensión y el cierre de los programas nucleares.
Ocurrió la cumbre intercoreana entre el presidente surcoreano Moon Jae-in y el líder norcoreano Kim Jong-un, el 27 de abril de 2018.